# Henry Krause
Henry Krause (* 1963 in Altenburg (Thüringen)) ist ein deutscher Politikwissenschafter, konservativer Publizist und Experte für politische und zeitgeschichtliche Bildung.

## Herkunft und Jugend
Krause wurde in der thüringischen Kleinstadt Altenburg geboren. Er besuchte die Polytechnische Oberschule Ernst Thälmann (heute Lerchenberggymnasium) und erlernte nach dem Abschluss der 10. Klasse (mittlere Reife) den Beruf des Werkzeugmachers. Im Sommer 1981, im Alter von 18 Jahren, versuchte er gemeinsam mit zwei Freunden bei einem Urlaub in Bulgarien, in den Westen zu entkommen. Der Fluchtversuch scheiterte kurz vor der griechischen Grenze. Die drei Männer wurden verhaftet. Wegen „Republikflucht“ wurde Krause zu 18 Monaten Gefängnis verurteilt. Zunächst für fünf Monate in der Leipziger Untersuchungshaftanstalt der Stasi gefangen gehalten, wurde er im Januar 1982 in die Strafvollzugsanstalt Brandenburg-Görden überstellt und blieb dort bis 1983 inhaftiert. Die Haft bestärkte Krause in seiner Ablehnung der DDR. Zugleich lernte er einen mitinhaftierten Theologiestudenten kennen, der sein Interesse weckte, sich intensiv mit dem Christentum und der Bibel zu beschäftigen. Nach seiner Entlassung wurde ihm im März 1984 die Ausreise aus der DDR in die Bundesrepublik Deutschland gestattet. Er lebte zunächst in Hof in Bayern, wo er als Betriebsschlosser arbeitete. Zu Ostern 1984 ließ er sich taufen.

## Politischer Aktivist in Berlin
1986 zog Krause nach Berlin-Kreuzberg im damaligen West-Berlin. In Berlin-Neukölln arbeitete er zunächst in seinem Lernberuf als Werkzeugmacher. Ab 1988 holte er an der Kreuzberger Schule für Erwachsenenbildung sein Abitur nach. Nach dem Erwerb der Hochschulreife 1991 immatrikulierte er sich an der Freien Universität Berlin am Otto-Suhr-Institut für Politische Wissenschaft sowie für das Studium der katholischen Theologie.
Parallel engagierte er sich bei der CDU-Nachwuchsorganisation Jungen Union und der Internationalen Gesellschaft für Menschenrechte (IGfM). Amnesty International verfolgte den Grundsatz, im Inland nicht aktiv zu werden. Weil er auf die Situation von DDR-Gefangenen aufmerksam machen wollte, trat Krause daher stattdessen der antikommunistisch geprägten IGfM bei. Die Organisation – und auch Krause persönlich – wurden von der Stasi observiert und in DDR-Medien als Handlanger imperialistischer Geheimdienste angeprangert. Krause beteiligte sich als so genannter „Mauerkrieger“ an Aktionen gegen die DDR, auch an der Berliner Mauer oder an der von der DDR-Reichsbahn betriebenen S-Bahn.
Nach dem Mauerfall reiste Krause sofort nach Ost-Berlin und in die DDR. Nach sechs Jahren im Westen, in denen er nicht in die DDR einreisen durfte, sah er erstmals Familie und Freunde wieder. Er nahm an der zehnten Montagsdemonstration in Leipzig am 11. Dezember 1989 teil, bei der sich 100.000 Menschen auf dem Opernplatz versammelten.
An der Freien Universität Berlin schrieb Krause für eine Studierendenzeitung des politikwissenschaftlichen Otto-Suhr-Instituts. In Artikeln verglich er die DDR-Diktatur mit der Diktatur des Nationalsozialismus. Der Allgemeine StudentInnen-Ausschuss (AStA) strich der Zeitung daraufhin die Finanzierung, so dass sie nicht mehr in der AStA-Druckerei hergestellt werden konnte.
1996 verfasste er seine Diplomarbeit zur politikwissenschaftlichen Transitionsforschung bei Professor Klaus Schroeder, einem Politologen und Zeithistoriker, der den Forschungsverbund SED-Staat leitete. Krause untersuchte den Umbruch von 1989/90 in der sächsischen Kleinstadt Wittichenau (Landkreis Bautzen, Oberlausitz). Katholisch geprägt, hatte die Stadt ein spezifisches Verhältnis zwischen Staatsapparat und Kirche, das beim Aufbau einer neuen demokratischen Kommunalverwaltung zutage trat. Er legte die Arbeit „Systemwechsel und Elitenaustausch. Katholisches Kleinstadtmilieu und die Bildung einer neuen politischen Elite“ vor und erlangte den akademischen Grad eines Diplom-Politologen.

## Tätigkeit für den Freistaat Sachsen
1997 begann Krause ein Volontariat bei der Bundeszentrale für politische Bildung in Bonn. Er brach dieses jedoch nach kurzer Zeit ab, als ihm der Sächsische Landesbeauftragte für die Unterlagen des Staatssicherheitsdienstes der ehemaligen DDR, Siegmar Faust, eine Referentenstelle anbot. Krause wechselte nach Dresden und wurde für politische Bildungsprojekte zuständig. Parallel konnte er neue Recherchen zu seiner Wittichenau-Studie betreiben. Aus der Diplomarbeit ging eine Studie hervor, die das Hannah-Arendt-Institut für Totalitarismusforschung an der Technischen Universität Dresden 1999 veröffentlichte als Wittichenau. Eine katholische Kleinstadt und das Ende der DDR. Faust förderte die Veröffentlichung finanziell.
Nach zwei Jahren bei Faust wurde Krause Referent, dann Referatsleiter in der Sächsischen Landeszentrale für politische Bildung (SLpB), wo er vor allem Veranstaltungen zur kritischen Aufarbeitung des Sicherheitsapparats und der Menschenrechtssituation in der DDR, zur Demokratiebildung und Lehrerfortbildung verantwortete. Außerdem organisierte er Bildungsreisen, etwa nach Brüssel, Berlin, Prag und Tunesien. Er war für den Aufbau eines Referats für die Online-Kommunikation sowie den Wahl-O-Mat zur Landtagswahl in Sachsen zuständig.
2014 wechselte er in die Sächsische Staatskanzlei. Zeitweise wurde er in die Landesvertretung in Berlin entsandt. Unter Ministerpräsident Michael Kretschmer (CDU) ist er beschäftigt als Referent im Referat 23a, welches für Strategische Planung, gesellschaftliche Gruppen und Kirchen sowie Demografie zuständig ist.

## Gedenkstättenarbeit
In seinen Tätigkeiten für den Landesbeauftragten für die Stasi-Unterlagen, für die Landeszentrale für politische Bildung und in der Staatskanzlei war Krause mit Angelegenheiten der Erinnerungskultur und Projektförderung für Gedenkstätten zur Aufarbeitung der SED-Diktatur befasst. 
Er ist einer der Gründer des Trägervereins „Erkenntnis durch Erinnerung e. V.“ der Gedenkstätte „Bautzner Straße Dresden“ in der ehemaligen Untersuchungshaftanstalt der Bezirksverwaltung Dresden des Ministeriums für Staatssicherheit. Seit Sommer 2020 ist Krause Vorsitzender des Vereins. Die unter Denkmalschutz stehende Gedenkstätte gehört der Stadt Dresden, wird aber von dem Verein betrieben und erhält Landes- und Bundesgelder. Als Vorsitzender löste Krause den ehemaligen Dresdner Oberbürgermeister Herbert Wagner (CDU) ab, der nicht mehr kandidierte. Wagner hatte in der Revolution 1989/90 selbst zu den Besetzern der Stasi-Zentrale gehört. Der öffentlich zugängliche Komplex mit einem Kellergefängnis („Fuchsbau“) wird jährlich von rund 30.000 Besuchern besichtigt.

## Publizistik
Als Autor und Herausgeber ist Krause sowohl in quasi amtlicher Funktion für seine Behörden öffentlich aufgetreten als auch als Wissenschaftler und Privatmann. Er beschäftigt sich in seinen Artikeln und Buchbesprechungen vorrangig mit der jüngeren ostdeutschen Geschichte, politischem Engagement, Protestkultur und Protestkommunikation sowie Christdemokratie und (politischem) Katholizismus. 
Von 1997 bis 2004 publizierte Krause vorrangig Rezensionen politischer und zeitgeschichtlicher Literatur, insbesondere auf dem Portal für Politikwissenschaft (pw-portal) der Stiftung Wissenschaft und Demokratie in Kiel, bevor er zu eigenständigen Aufsätzen in Zeitschriften und Büchern überging. 
Er beteiligte sich an der Debatte um die konservative Reorientierung der CDU und einer Auseinandersetzung mit dem Rechtspopulismus, etwa als Mitautor eines Joachim Klose und Norbert Lammert von der Konrad-Adenauer-Stiftung herausgegebenen Buches Balanceakt für die Zukunft – Konservatismus und Haltung (2019). Jüngere Aufsätze erschienen in der von Frank Böckelmann herausgegebenen Zeitschrift Tumult. Vierteljahresschrift für Konsensstörung.
Seit den 2000er Jahren war er regelmäßiger Autor und Rezensent der von der katholisch-konservativen geprägt, von Patern des Dominikanerordens geführten und von dem im Umfeld des Dominikaner-Klosters St. Albert entstandenen Instituts für Gesellschaftswissenschaften Walberberg herausgegebenen Zeitschrift Die Neue Ordnung – Zeitschrift für Religion, Kultur, Gesellschaft. Hier wandte sich Krause wiederholt gegen einen aus seiner Sicht durch die Deutungsmacht links oder linksliberal orientierter Meinungseliten verengten öffentlichen Diskurs. Er wandte sich gegen Freund-Feind-Schemata und plädierte 2015 für Dialog auch mit Anhängern der damals neuen Pegida-Bewegung und „kreative Integration der Proteste im Sinne einer offenen Gesellschaft“. 2019 rief die Arbeitsgemeinschaft Christliche Sozialethik, ein Zusammenschluss von Wissenschaftlern, zu einem Publikationsboykott bei der Zeitschrift auf. Bisher „gesellschafts- und kirchenpolitisch strikt konservativ profiliert“, sei sie in ein „populistisches und extrem rechtes Fahrwasser“ geraten und nicht mehr wissenschaftlich. Krause gehörte zu den mehr als 60 Autoren und Unterstützern der Zeitschrift, die in einem gemeinsamen Brief an den Vorstand der Arbeitsgemeinschaft widersprachen und ihren Protest in der katholischen Wochenzeitung Die Tagespost öffentlich machten. Die Gruppe warf den Kritikern vor, die Zeitschrift unbegründet und pauschal zu diskreditieren und konstruktiven Dialog zu verweigern. Nach dieser Kontroverse veröffentlichte Krause in der Zeitschrift keine weiteren Aufsätze mehr.

## Veröffentlichungen

### Bücher und Aufsätze
- „,Rote aus der Demo raus!' Die Montagsdemonstration in Leipzig am 11. Dezember 1989“, in: Tumult Vierteljahresschrift für Konsensstörung, Winter 2024/25, S. 76–80. [Webarchiv]
- „Die Postdemokratie ist nicht das Ende der Geschichte֧“, in: Tumult Vierteljahresschrift für Konsensstörung, Sommer 2024, S. 72–76. [Volltext PDF]
- „Der Maßnahmenstaat und seine Freunde“, in: Tumult Vierteljahresschrift für Konsensstörung, Frühjahr 2022, [Volltext PDF], zuvor auch in WendeBlätter März 2020, Nr. 36, S. 3–9 [PDF Volltext]
- mit Rico Nakoinz, Judith Budai. Revolution und Demokratie. Sachsen in den Umbrüchen des 20. Jahrhunderts. Sächsische Staatskanzlei (Hrsg.), Dresden 2020. [Volltext PDF]
- „Betrachtungen über die konservative Reaktion“, in: Joachim Klose, Norbert Lammert (Hrsg.), Balanceakt für die Zukunft. Konservatismus as Haltung. Göttingen, Vandenhoeck & Ruprecht 2019, S. 91-98. ISBN 978-3-525-31117-2 https://doi.org/10.13109/9783666311178.91
- „So enden Demokratien“, in: Tumult Vierteljahresschrift für Konsensstörung 2018, Nr. 1, S. 101–105.
- mit Martin Kuhrau, Uta Volgmann. 25 Jahre lebendige Demokratie. Freiheit. Einheit. Sachsen. Sächsische Staatskanzlei, Dresden 2016. [URN][Volltext bei SLUB Dresden]
- „Wer bestellt die Felder dieser Welt? Das Ringen um die Vormundschaft“, in: Sächsische Landeszentrale für politische Bildung (Hrsg.), Achtung Kurzschluss! Religion und Politik. Dresden 2016, S. 7–18. [Volltext PDF]
- „Korea in Dresden – Begegnungen mit einem geteilten Land“, in: Theater Setnet Abschlussbericht Vor dem Stacheldraht: Theaterproduktion und Aufführungen zum 25. Jahr der Deutschen Einheit, Dresden und Berlin, S. 6-7 [Volltext PDF]
- „Die Schweigespirale wankt – Zeigt Dresden, wie’s geht“, in: Die neue Ordnung, Februar 2015, 69. Jg., Nr. 1, S. 4–14. [Volltext PDF] [Webarchiv]
- „Der Deutungskampf und seine Versehrten“, in: Die neue Ordnung, Oktober 2013, 67. Jg., Nr. 5, S. 371–374. [Volltext PDF] [Webarchiv]
- „Der antikatholische Effekt und seine Macher“, in: Die neue Ordnung, Oktober 2010, 64. Jg., Nr. 5, S. 370–374. [Volltext PDF] [Webarchiv]
- „Die Familie als Investitionsobjekt“, in: Die neue Ordnung, Oktober 2009, 63. Jg., Nr. 5, S. 362–368. [Volltext PDF]
- (Hrsg.) Mensch und Politik. Über das Für und Wider politischer Aktivität. Sächsische Landeszentrale für politische Bildung, Dresden 2008. [Inhaltsverzeichnis bei DNB] https://d-nb.info/988163012/04, darin: „Gibt es ein wahres Leben im Politischen?“ Einführung S. 9-22.
- „Gibt es ein wahres Leben im Politischen?“, in: Die neue Ordnung April 2008, 62. Jg., Nr. 2,  S. 109–114. Volltext PDF
- „Die Legitimität von Autorität“, in: Die neue Ordnung, Juni 2006, 60. Jg., Nr. 3, S. 187–200. Volltext PDF
- „Repräsentation bei Carl Schmitt“, in: Die neue Ordnung, April 2002, 56. Jg., Nr. 2, S. 137–148 [Volltext PDF] Webarchiv
- Wittichenau. Eine katholische Kleinstadt und das Ende der DDR. Berichte und Studien 19, Hannah-Arendt-Institut für Totalitarismusforschung an der Technischen Universität Dresden. Dresden, 1999. ISBN 978-3-931648-20-6 Volltext PDF der 2. Auflage

### Rezensionen (Auswahl)
- „Das Politische kehrt zurück“ [Buchbesprechung], in: Die neue Ordnung, Februar 2020, 74. Jg., Nr. 1, S. 58–62. [Volltext PDF] [Webarchiv]
- „Als die Macht auf der Straße lag“ [Buchbesprechung]. Zentrum Liberale Moderne, 5. Dezember 2018 [Webarchiv]
- „Die Empörungsspirale wächst. PEGIDA – Ursache oder Symptom?“ [Buchbesprechung], in: Die neue Ordnung, April 2016, 70. Jg., Nr. 2, S. 122–131. [Volltext PDF] [Webarchiv]
- „Die geistige Kraft Europas“, in: Die Politische Meinung Juni 2010, Nr. 487, S. 48–50 [Volltext PDF]
- „Religion und Vernunft“ [Buchbesprechung], in: Die neue Ordnung, August 2009, 63. Jg., Nr. 4, S. 313–315. [Volltext PDF]
- „Christliche Demokratie“ [Buchbesprechung], in: Die neue Ordnung, August 2004, 58. Jg., Nr. 4, S. 315–316. [Volltext PDF]
- „Heidi Behrens / Andreas Wagner: Deutsche Teilung, Repression und Alltagsleben“  [Buchbesprechung], in: Portal für Politikwissenschaft [Abruf 23. Juni 2025]
- „Liturgiereform“ [Buchbesprechung], in: Die neue Ordnung, Oktober 2003, 57. Jg., Nr. 5, S. 396–398. [Volltext PDF]
- „Hans-Christof Kraus (Hrsg.): Konservative Zeitschriften zwischen Kaiserreich und Diktatur“  [Buchbesprechung], in: Portal für Politikwissenschaft 2003 [Abruf 23. Juni 2025]
- „Uwe Schwabe / Rainer Eckert (Hrsg.): Von Deutschland Ost nach Deutschland West“ [Buchbesprechung], in: Portal für Politikwissenschaft 2003 [Abruf 23. Juni 2025]
- „Georg Mester: Die Volksinitiative in Sachsen“ [Buchbesprechung], in: Portal für Politikwissenschaft 2003 [Abruf 23. Juni 2025]
- „Manfred Spieker (Hrsg.): Katholische Kirche und Zivilgesellschaft in Osteuropa“ [Buchbesprechung], in: Portal für Politikwissenschaft 2003 [Abruf 23. Juni 2025]
- „Rainer Behring / Mike Schmeitzner (Hrsg.): Diktaturdurchsetzung in Sachsen“ [Buchbesprechung], in: Portal für Politikwissenschaft 2003 [Abruf 23. Juni 2025]
- „Wolfgang Tischner: Katholische Kirche in der SBZ/DDR 1945-1951“ [Buchbesprechung], in: Portal für Politikwissenschaft 2001  [Abruf 23. Juni 2025]
- „Matthias Wagner: Das Stasi-Syndrom“ [Buchbesprechung], in: Portal für Politikwissenschaft 2001 [Abruf 23. Juni 2025]
- „Dagmara Jajesniak-Quast / Katarzyna Stoklosa: Geteilte Städte an Oder und Neiße“ [Buchbesprechung], in: Portal für Politikwissenschaft 2000 [Abruf 23. Juni 2025]
- „Andreas Schalück: Eine Agentur der Kirchen im Staatsapparat?“ [Buchbesprechung], in: Portal für Politikwissenschaft 1999  [Abruf 23. Juni 2025]
- „Hans-Gerd Kästner: Kommunale Eliten und Machtstrukturen in der Nachfolge der DDR“, in: Portal für Politikwissenschaft 1999  [Abruf 23. Juni 2025]